# 大豆田とわ子と三人の元夫
『大豆田とわ子と三人の元夫』（おおまめだとわことさんにんのもとおっと）は、坂元裕二によるオリジナル脚本のテレビドラマで、関西テレビ放送（カンテレ）の制作により2021年4月13日から同年6月15日までフジテレビ系の「火曜21時枠」で放送された。主演は松たか子である。
公式サイトではハッシュタグとして「#まめ夫」の略称を用いている。
タイトル・コールは劇中で大豆田とわ子を演じる松たか子が行っている。

## 概要
本作は「"新感覚"ロマンティック・コメディ」「役者の演技を楽しむ雑談ドラマ」というコンセプトのもとに制作され、松たか子によるタイトル・コールの前に物語の要所要所をあえてダイジェストでピックアップしてしまうなど、今作においてはそのピックアップされた場面に至るまでの過程の物語や登場人物同士のやりとり、役者の演技、ドラマの細部や余白などに意識がいくような「雑談ドラマ」として楽しんでもらうための実験的な試みがいくつかされている。
役者の伊藤沙莉によるナレーションの脚本は『ちびまる子ちゃん』におけるキートン山田の距離感を参考にして作られている。
プロデューサーの佐野亜裕美はドラマの制作に関するインタビューの際に今作のテーマに関して、今作の脚本を執筆した坂元との共通の知人が突然亡くなったことから「別れ」「不在」というテーマがこのドラマの企画の前提にあったと述べ、加えて「コロナ禍の環境で誰にも会えず1人で亡くなっていくご高齢の方のニュースを見て、残された人間の背中を押せるようなドラマを作りたいという思いがありました。だから、かごめは『大豆田とわ子と三人の元夫』を作るきっかけを背負っているとも言えます。市川さんにはオファーの段階から、6話でかごめが死を迎えることを説明していました。」「いつ自らに、周囲に起こるか分からない。身近な人を大切にするという当たり前のことに気づかされる日々だからこそ、かごめという登場人物が生み出されました。」と答えた。
また、今作においては人間個人の在り方の複雑性や、人間と人間との関係性にある奥行きやグラデーションなどの曖昧さを最後まで保った状態のままドラマの最終回を迎えたいという考えから、さまざまな登場人物個人の在り方の複雑さ、登場人物同士の曖昧な関係性に対して脚本や制作側が明確なラベリング、名前をつけるということをできるだけ避けるという試みがされている。

## あらすじ

### 第1章
（#1 - #6）建設会社「しろくまハウジング」社長、大豆田とわ子には三度の離婚歴があり、従姉妹の結婚式の際にはひさしぶりに再会した人に間違えて以前の姓で呼ばれるなどうんざりすることもあるが、自身の娘である大豆田唄と2人で安寧に暮らしていた。ある日とわ子は亡くなった母が使っていたパソコンのメールソフトに設定されたパスワードロックを解くため、設定したと思われる元夫たち三人（田中八作・佐藤鹿太郎・中村慎森）に連絡を取らざるを得なくなる。再会をきっかけにとわ子は自身の娘・唄を交えて、八作の経営するレストラン「オペレッタ」で元夫たちと図らずも度々顔を合わせるようになってしまう。佐藤や中村の2人は結婚時に輝くような時間を過ごしたとわ子への未練を抱きつつも、八作は親友の恋人・三ツ屋早良から迫られ、カメラマンの鹿太郎は仕事で知り合った女優・古木美怜に不倫スキャンダルの隠れ蓑として交際するふりをするよう頼まれ、弁護士の慎森は派遣切りにあったと称する依頼人・小谷翼からの身に覚えのない問いかけに頭を抱えるなど、周囲の女性たちに振り回されてゆく。
とわ子は社長として苦慮しながらもどうにか今の立場でやるべきことに一つ一つ慣れていく。また、とわ子と八作の離婚原因が、八作が別の女性に片思いしたまま結婚したことをとわ子が許せなかったからだったということが明らかになり、あることがきっかけでその相手が「男と女という立場になるとなにかとすぐ恋愛になってしまうのが苦手だしめんどくさい」「自分の人生に恋愛はいらない」と決めているとわ子の親友・綿来かごめであったことが判明する。また、とわ子は会社の取引相手で彼女と同じくバツ3の社長・門谷に結婚前提の交際を申し込まれるが、3回離婚したとわ子を傷物として見下す彼の本性が明らかになる。唖然としながらも会社の大口取り引き相手であるため、ビジネス上の付き合いを継続させようとするとわ子にプライドを傷つけられた門谷はビジネス上の圧力をとわ子にかける。交渉のため彼に会いにゆきその門谷の車に乗ったとわ子は遅い時間になっても戻らず、「オペレッタ」で彼女を案じる唄と元夫たちのもとに、早良・美怜・翼の3名がやってくる。
一同は「オペレッタ」で自己紹介をし合った後、とわ子の父・大豆田旺介の誘いで訪れることになったとわ子の自宅で会食するが、女性たちはそれぞれ思いを寄せていた元夫たちの態度を腐すうち、彼らへの思いに整理をつけ、別れを告げ去ってゆく。その後「オペレッタ」に帰った八作のもとにとわ子から連絡が入り、彼女が突然死したかごめの元に駆け付けるため、門谷との交渉を放棄し決裂したことが明らかになる。とわ子は友人代表として親族に紛れ込み、かごめの葬儀に使う華選びや曲選びを取り仕切らせてもらう。

### 第2章
（#7 - #10）一年後のとわ子は唄の進学に伴い一人暮らしとなり、社長業ではオーナーの身売りによる他社からの買収交渉、それに伴う社員のリストラ阻止に悩まされていた。部下の松林カレンとは交渉に関する意見が対立、買収を進めようと情報を漏洩した彼女を、とわ子は処分せざるを得なくなる。そのような日々の中、出会った謎の男性にとわ子は抱えていたかごめへの思いを吐露し、慰められる。だが、彼は買収相手であるマディソンパートナーズの法務部長・小鳥遊大史であると分かる。しかも彼は交渉の席でとわ子による社員へのパワハラを主張して退任を迫りながら、プライベートの場面では変わらず親し気な態度を継続する。とわ子は困惑するが、大史の考えを受け入れてビジネスとプライベートを割り切り、その後も親しく付き合う。
大史は恩義があるという社長からその娘との結婚を勧められ、とわ子は女性との交際に慣れていないという彼にコツを教えるよう頼まれたびたび会話する。しかし社長に忠実なあまり結婚に対して自分の意思を持たない大史に呆れたとわ子は、彼を自宅に誘って食事をする。とわ子に説得され結婚を断るという大史は、逆に彼女に対して、生前のかごめによる「あなたみたいな人がいるってだけでね。あぁ、私も社長になれるって、小さい女の子がイメージ出来るんだよ。いるといないとじゃ、大違いなんだよ。」という言葉に縛られ無理をして社長を続けているのではと指摘する。そのとき、とわ子が新しい恋をしていると疑う鹿太郎と慎森、次いで八作が訪れ、とわ子は慌てて大史をベランダに隠す。元夫たちが帰っていったあと、ベランダの外れた網戸を直してくれようとした大史ととわ子は偶然手が触れ合い、そのまま抱きしめあう。
大史はマディソンを辞め友人に誘われたマレーシアへの転職を決意し、とわ子にそちらで一緒に暮らそうとプロポーズする。とわ子は松林と和解し社長職から手離れできる状況となり、大史のプロポーズ受諾に心が傾いてゆく。だがプロポーズの件を知った慎森がとわ子宅を訪れ、彼女が今でも内心では八作のことを思っていると指摘する。そんな中、マディソン社長による株式不正取引疑惑が明るみとなり、とわ子は社債の発行でマディソンに買われた株を買い戻す準備を進める。とわ子は自宅に招いた大史から再度マレーシアでの生活を提案され「夢がかないますね」と言葉をかけられる。とわ子は「オペレッタ」を訪れ、八作へ大史からのプロポーズを断ったことと「1人でも幸せになれると思う」と本音を話し、今まで通りこれからもずっと誰とも結婚せずに生きていくことを伝える。八作、かごめ、とわ子の互いの想いは今のままで、とわ子は八作へ「3人で生きていこうよ」と話し、彼に亡きかごめへの想いを聞く。もし別れずに夫婦を続けていればあったかもしれない自分たちの生活を想像したり、かごめとの思い出話をしたあと、とわ子は店を後にする。
その後、とわ子は初恋の相手・甘勝岳人と再会したり、唄が玉の輿を狙う交際相手・西園寺とのトラブルに巻き込まれたりする中で、亡き母・つき子が投函できないまま残した手紙を発見する。結婚後も思い続けていた恋人宛てと思われる内容のその手紙を読み、とわ子は唄の提案もあって一緒にその相手・國村真に会いにゆく。とわ子たちを出迎えた真は女性だった。彼女はとわ子が、母が結婚して自分を産んだために真との思いを貫けず不幸になったのではと考えていることを見抜き、自分との関係を断ち切って結婚したことを一生後悔していたことと、それでも家族を愛していたことは矛盾しているようでどれも本当のつき子なのではないか？と伝える。真の生き方に触れた唄は諦めていた国立の志望校受験の勉強を再開する。また、つき子に本当に好きな人がいたことを気づいていた父・旺介も、夫婦関係の破綻などからとわ子を支えられなかったと謝罪するが、とわ子は三人の元夫たちと同様、旺介も自分の支えになっていたと感謝を伝える。
とわ子はなりゆきで甘勝と会食するが、とわ子が何を言うまでもなく彼はとわ子を全く恋愛対象とは見ていない話をしはじめ、なんとなく憮然としたまま帰宅するとわ子の自宅に三人の元夫たちが訪れる。彼らは慎森のハワイ土産を受け取るなどしながらホームパーティーを開き、恋愛感情とはまた違う、お互いへの「好き」の気持ちの意味を伝え合う。また、とわ子が寝ている間に「いつまでもこういう感じではいられないだろうね」と元夫たちは会話をする。そして、とわ子の日常が続いてゆく姿で物語は終了する。

## キャスト

### 主要人物
大豆田とわ子（おおまめだ とわこ）〈40 → 41〉
演 - 松たか子（少女期：木下渓、10歳時：高丸えみり）
本作の主人公で、建設会社「しろくまハウジング」の新社長。3度の離婚歴があるため、田中・佐藤・中村の名字で呼ばれることがあるが、説明するタイミングを逃しているため特に訂正もせず適当に話を合わせている。
最初の夫・八作との間に産まれた中学3年生の娘・唄と2人暮らし。26歳の時に八作と離婚。原因は彼が他の女性への思いを消せないまま自分と結婚したことに気づいたためだが、とわ子の41歳の誕生日に八作が靴下をプレゼントしたことを切っ掛けにその相手が親友のかごめだと知る。
母親は自分を産んだことで生きたいように生きられなかったのではないか、自分は生まれてきて良かったんだろうか、という思いを抱えている。
前の社長に指名をされたことで社長に就任するも、立場が変わり、社員たちと距離ができてしまい寂しさを感じている。社長になる前は設計部にいたため、社員たちの気持ちやこだわりを尊重したいと思っているが、社長という会社の利益を考えなくてはならない立場から現場と対立することもあり、自身は社長に向いていないとこぼすこともしばしば。
ベランダの網戸をよく外す。（なお、物語の最後には、自分で直せるようになっている。）家具の組み立てが苦手。悩みごとが多い夜は数学の問題を解く。朝のラジオ体操では周囲と動きが合わない。自転車に乗れない。
田中八作（たなか はっさく）〈40〉
演 - 松田龍平
とわ子の最初の夫で、唄の実父。東京・奥渋谷のレストラン「オペレッタ」のオーナー兼ギャルソン。
誰に対しても表面上優しくしてしまうため、その気がなくても自然と女性にモテてしまい、困っている。親友である俊朗曰く「オーガニックなホスト」。
俊朗の彼女・早良からの強引なアプローチに頭を悩ませているが性格上強く拒めず、周囲から幻滅されるための行動（失礼な言動や不潔感のアピール）をレクチャーされ実践するも、察しの良い彼女に効果はなく、結果的に親友である俊郎との関係が悪化する。
とわ子と結婚する以前から、彼女の親友・かごめに恋をしているが、彼女が恋愛に興味をもたないことを知って片思いの気持ちを抱えたままとわ子と結婚してしまい、それに気がついたとわ子からの申し出で離婚する。
佐藤鹿太郎（さとう かたろう）〈45〉
演 - 角田晃広
とわ子の2番目の夫。業界ではまあまあ有名なファッションカメラマン。
以前はスクープカメラマンをしていたが、潜入取材で訪れた社交ダンス教室でのとわ子との出会いを契機に現職に転身した。
離婚後もとわ子には未練たらたらで、事あるごとに好意を示しているが相手にされていない。離婚の原因については「（とわ子の）しゃっくりを止めてあげることができなかったから」と語る。スタジオにはとわ子の写真が飾られており、周囲には自身の最高傑作だと自慢気に話す。
撮影を担当した女優・美怜からアプローチを受け、新たな恋の予感に浮かれるが彼女の目的は鹿太郎に瓜二つな不倫相手の影武者だった。
周囲からは器が小さいと言われている。口笛を吹くのが下手。やたらと「家族」を強調してくる。
中村慎森（なかむら しんしん）〈31〉
演 - 岡田将生
とわ子の3番目の夫。「しろくまハウジング」の顧問弁護士。
とわ子との離婚後は渋谷の同じビジネスホテルに2年間泊まり続け、近所付き合いがないために楽だと感じている。
何でも否定から入るひねくれ者。顔に似合わず走り方がダサく、体育の評定は12年間1だった。パンダの動画を見て癒されている。強がりで他人に弱みを見せられず、自分で自分を励ますタイプ。
周囲から面倒くさがられ残念だと言われている自覚はあるが、直す気はない様子。
ある日公園で派遣切りにあったと自称する翼と知り合い弁護を引き受けようとするが、彼女から嘘をつかれていたことに不信感を抱く。

### とわ子の関係者
大豆田唄（おおまめだ うた）
演 - 豊嶋花
とわ子の娘。実父は田中八作。中学3年生（第1章）→高校1年生（第2章）。高校進学を機に母・とわ子に甘えていてはいけないと考えるようになり、高校に近い祖父・旺介の家に引っ越し"自律"を始める。
医者を目指すと勉強に励んでいたが、西園寺という開業医の息子と交際して「20歳までに結婚する」と宣言し勉強を辞めてしまい、熱心にメイクの練習をしたりするようになる。高校進学後には「いい奥さんになる練習」と称して夜中にコーラを買いに行かされたり、彼の宿題をやらされたりといった対等でない関係で、唄は女性である自分が医者を目指して受験で困難に遭うより、男性である彼を支えるほうが自分の世代が生きる現実では「生きやすい」と考えていた。とわ子が西園寺の態度に異を唱え罵ったのが原因で彼と不仲になり、とわ子を軽蔑するが、その後國村真ととわ子のやりとりや、真の生き方に触れたことがきっかけで再び医者を目指すことをとわ子に告げ仲直りをする。
大豆田旺介（おおまめだ おうすけ）
演 - 岩松了
とわ子の父。元参議院議員だが現在は落選が続き無職。とわ子が「しろくまハウジング」の社長に就任後、ふたたび選挙運動を始める。前妻のつき子が他に思いを寄せる人がいたことに気付いていた。幼い頃のとわ子の面倒を見てあげられなかったことを後悔しており、「転んでも1人で起きる子にしてしまった」ととわ子に謝罪するが、とわ子からは転んだときに起こしてくれた元夫たちのような人物がいて、旺介も父としてちゃんと支えになってくれたと感謝を示される。
大豆田幾子（おおまめだ いくこ）
演 - 石村みか
大豆田旺介の後妻。
綿来かごめ（わたらい かごめ）
演 - 市川実日子（10歳時：知久杏朱）（#1 - #6）
とわ子の30年来の親友。
人の話はあまり聞いておらず、いつも手ぶらで、スマホを失くしても3日は気づかないマイペースな性格。自由気ままな生活をしており、たびたびとわ子宅で食事を共にする。とわ子のことは、友達を超えて家族だと思っており、ついつい甘えてしまう。
幼い頃、町内では狼少女と恐れられていたが信号のない横断歩道を渡れずに立ち止まっていたところをとわ子に助けられる。それをきっかけにとわ子と知り合い、「空野みじん子」というペンネームで少女漫画を合作するなどして仲を深める。19歳の時とわ子と一緒に行った旅先(外国)で誘拐される。
幼い頃に両親を亡くし、それからは親戚をたらい回しにされ育てられた。大人になった今でも親戚のことを嫌い、亡くなった祖母の遺産3億円を勝手に寄付したことで親戚一同の反感を買う。仕事は長続きせず、初入社した会社を3か月で退職し、その後8回の転職を繰り返す。30歳の誕生日に、隣家の可哀想な赤ん坊を連れ出して指名手配された。
とわ子と同じマンションに住む五条から好意を寄せられており、気の合う彼を良く思っていたが「恋が素敵なのは知ってる。キラキラってする瞬間があるのも知ってる。手をつないだり一緒に暮らす喜びがあるのも知ってる。」と発言しながらも「五条さんは男でしょ。私は女でしょ。どうしたって恋愛になっちゃう。それが残念。」と自分の人生には恋愛が必要ないことを語り、五条に誘われていた食事の約束をすっぽかす。恋愛も含めて、自分の生き方が一般的なものからずれていることを自覚しており、それを受けとめている。
30年ぶりに「空野みじん子」のペンネームを用いて少女漫画誌に応募し、少女漫画家の夢に再挑戦することを決める。とわ子は彼女のネームを見て「天才」と絶賛し手伝いを申し出たが、「空野みじん子」はもう2人のものではなく、ソロプロジェクトなのだと断る。
とわ子がイベント会社社長・門谷に仕事の予算を交渉した日に突然他界する｡ 八作が病院に着いたときに近くにいた医師と看護師が心筋梗塞の話をしているが、かごめの死因という明確な描写は無く、具体的な死因については明言されていない。
後日、とわ子が代わりに応募した「ふりる新人まんがグランプリ」で生前創作していた漫画「輝くキッス」が佳作に入選する。
松林カレン（しょうりん カレン）
演 - 高橋メアリージュン
「しろくまハウジング」営業部責任者。とわ子を支える優秀な部下。
1年前のアートイベント関係の仕事で抱えた負債を解消するにはマディソンパートナーズに身売りすることが最善と考え、「しろくまハウジング」の買収阻止に不利となる経営状況を秘密裏に先方に漏洩し、「しろくまハウジング」がマディソンに買収された後はマディソン側から「しろくまハウジング」の取締役に選任されるとともに、とわ子との社長交代の話を推し進められ対立を深めるが、最終的に方法は違えど社員を守ろうとする気持ちはお互いに変わらないことがわかり、マディソンの社長が株式の不正取引疑惑で東京地検特捜部から捜索を受けることになると、とわ子の指示で社債を発行し、マディソンに買われた「しろくまハウジング」の株を買い戻す段取りを始める。
三上頼知（みかみ よりとも）
演 - 弓削智久
「しろくまハウジング」設計部。
作品性を優先し利益を度外視する傾向があるため、予算を重視するカレンとよく対立する。
城久間悠介（しろくま ゆうすけ）
演 - 平埜生成
「しろくまハウジング」施工部。前社長の息子。
オーナーである父親が「しろくまハウジング」のマディソンパートナーズへの身売りを考えていることをとわ子に伝える。
大壺羽根子（おおつぼ はねこ）
演 - 穂志もえか
「しろくまハウジング」経理部。
黒部涼（くろべ りょう）
演 - 楽駆
「しろくまハウジング」の新人社員。翌日競合コンペに出品する予定の設計の法規制を間違い、とわ子たちが徹夜で設計を見直さなければならなくなる失態を犯す。
六坊仁（ろくぼう じん）
演 - 近藤芳正
「しろくまハウジング」の重鎮。職人気質で住宅建築からかけ離れたイベント関係の仕事には極力参加しない。
門谷が発注したアートイベントの仕事に一切追加予算を出さないと連絡してきたことで、発注済みの材料などで1億円の損失が発生することに浮足立ち、狼狽する社員たちを落ち着かせ、最終予算内で仕事が収まるよう調整する指示を出す。
マディソンパートナーズからのアウトソーシングなどによるコスト削減の提案に対し、いいものを作りたい一心で腕を磨き上げてきた職人に対しコストとしか見なさない先方の考えに声を荒げて抗議する。マディソンに買収された後もコスト低減の話を進められるが、本当は「しろくまハウジング」が所有する建築の特許が欲しいだけだろうと、不信感を募らせる。
駒月美和
演 - 田辺愛美
「しろくまハウジング」の社員。
山村エミー
演 - 田村まな
「しろくまハウジング」の社員。
しろくまハウジング社員
演 - 寺井義貴
小鳥遊大史（たかなし ひろし）
演 - オダギリジョー（少年期：星慧音、青年期：武藤悠真）（#6 - #9）
公園でとわ子とラジオ体操をしていた数式を持ち歩く男性。
何度か街中でとわ子と再会するうちに親しくなり、死の直前のかごめからの電話に出てやれなかったことへの後悔と、彼女が夢半ばで亡くなったことを悲しむとわ子の心情を聞き、慰める。しかし後日、「しろくまハウジング」を買収しようとする外資系ファンド・マディソンパートナーズの法務部長としてとわ子の前に現れ、とわ子の社員に対するパワハラの話を議題に持ち出し彼女に退任要求を突きつける。驚くとわ子にビジネスとプライベートは別だと言い切り、仕事以外では今までと変わらず親しくしたいと告げる。
子供の頃から友達と言えるほど数学が好きで、憧れの数学者が教えていた大学に進学したかったが、17歳の頃から家族を介護することとなり進学を断念、介護を終えた頃には31歳で、その時にマディソンの社長に拾われたことから恩義を感じ、社長の言われるがままに敵対する勢力を潰したり無茶なことをしてきたため、社内では社長と対立する専務派から恨まれている。
マディソンの社長から娘と結婚するよう命令されそれをミッションと捉えており、恋愛経験が乏しいことからとわ子に何を話せばいいか恋愛のアドバイスを求める。その甲斐あってか、社長の娘の方からプロポーズされるが、社長への恩にとらわれず自分の意思を押し殺し好きじゃない人との結婚はやめるべきだととわ子に諭され、プロポーズを断ることを決める。
マレーシアで会社を経営する知人から誘われた仕事をすることを決意し、とわ子に「人生を一緒に生きるパートナーになってくれませんか?」とプロポーズし、準備をしてもらえるマレーシアの家の写真をとわ子に見せ、とわ子の建築の仕事も現地で見込めると説明し「夢がかないますね」と語るが、彼女には別れを告げられる。

### 八作の関係者
三ツ屋早良（みつや さら）
演 - 石橋静河（#1 - #6、#10）
俊朗の彼女。勝ち気で積極的な女性で、八作に出会った瞬間好意を抱き猛烈にアプローチする。
俊朗のことはタイプではないが、優しそうだったから付き合ってみただけと話す。アプローチをかけても一向に振り向いてくれない八作に愛想をつかし彼の元を離れていく。
最終話で、園児の散歩に付き添う保育士として、出勤中のとわ子とすれ違っている。
出口俊朗
演 - 岡田義徳（#2 - #5）
八作の親友。恋人の早良を伴いオペレッタを訪れる。
早良の浮気を疑っているが、その相手が八作だとは気付いていない。
持田潤平（もちだ じゅんぺい）
演 - 長岡亮介
八作を誘い「オペレッタ」を立ち上げたシェフ。八作からは「もっちん」と呼ばれている。
心配性で、いつも店の評価を気にしている。

### 鹿太郎の関係者
古木美怜（ふるき みれい）〈32〉
演 - 瀧内公美（#1 - #6、#10）
有名女優。岩手県出身。血液型はO型。劇中のテレビドラマ『逆に愛してる』に出演中。
写真撮影で知り合った鹿太郎に好意があるそぶりを見せ彼に近づく。母親のイヤリングに関する思い出話で鹿太郎の同情を引くが、そのエピソードは以前出演したドラマと一言一句同じセリフで語られたウソ話であった。実は鹿太郎と瓜二つの男性と不倫しているのをパパラッチから脅迫されており、週刊誌に証拠写真を送られると出演した映画やCMに契約違反で賠償金を支払う羽目となることから、交際相手は独身の鹿太郎だと偽装するため彼に近づいていた。しかし自身の要望に懸命に応えようとする鹿太郎の優しさに触れ、不倫相手が冷たくなってきたこともあり「これからは普通の恋がしたいの」「器の小さい恋がしたい」と鹿太郎に対し本当に恋愛感情を抱くようになる。しかし一向に自分の想いを受け入れようとしない鹿太郎に愛想をつかし彼の元を離れる。
最終話で『逆に愛してる』シーズン4のロケで芝居をしている様子を出勤途中のとわ子が見学している。

### 慎森の関係者
小谷翼（こたに つばさ）〈26〉
演 - 石橋菜津美（#1 - #6、#10）
慎森が公園で偶然出会った女性。
慎森に、派遣切りされた会社の上司にパワハラを受けたと訴えるものの、上司の名前が話すたびに違い、嘘がバレたため事務所を逃げ出す。後日、慎森と再会した際「私のことを覚えているか」と尋ねても彼は気づかなかったが、実は渋谷のビジネスホテルの清掃員で2年前から慎森と顔を合わせており、彼が宿泊する部屋にタオルを届けた際に顔を合わせ、ようやく気づかれる。慎森の無関心に傷つき「あなたはわたしの大切なものを奪った」と責める一方で、彼の笑顔に惹かれて恋心を抱いていた。最後は故郷で実家の旅館を継いで社長になると慎森に伝えて去る。
最終話でトランペットを演奏するストリートミュージシャンとして出勤中のとわ子とすれ違っている。

### ゲスト
以下のゲストのほか、毎回主題歌のゲストラッパーがカメオ出演する（#主題歌・エンディング参照）。
#1
御手洗健正（みたらい やすまさ）〈41〉
演 - 斎藤工（最終話）
置き引きされたとわ子のカバンを取り返してくれた船長服の男性。
とわ子からデートに誘われ横浜のレストランでディナーを楽しむが、実際は船長ではなく結婚詐欺師であった。最終話で結婚詐欺で逮捕されたことがネットニュースで報じられており、被害女性の写真をネットにアップしていたことが判明。とわ子が被害に遭った（実際は未遂に終わっている）と察した六坊が、ニュースに盛り上がる社員たちをたしなめる。
佳純
演 - 岩井七世
八作に思いを寄せ、オペレッタで壁ドンならぬドアドンをする女性。
ギャルソン
演 - 冨田佳輔
とわ子が御手洗と訪れた横浜のレストランの店員。
このまま御手洗がとわ子から金を借りるのを見れば、彼が女性から金を借りるのを5回見ることになるとこっそりとわ子に教える。
大豆田つき子（おおまめだ つきこ）
演 - 広澤草（#9、#10）
とわ子の実母。大豆田旺介の前妻。旺介とはとわ子が幼い頃に離婚し、とわ子の社長就任の日に亡くなる。生前、國村真という人物に、結婚してとわ子を産んだ後も思いを寄せていることが綴られた手紙を、投函せず残していた。
丸田タカト
演 - 小泉光咲（#5）
とわ子がラジオ体操後に入ったオシャレなパン屋で働くかっこいい店員(#1)。後日オペレッタに来店している（#5）。また、オペレッタの店員としての登場(#7)、とわ子に道を開ける通行中の会社員の一群の一人としての登場(#10)など、度々出演している。
ボウリング場の客
演 - STUTS
ボウリング場の客
演 - KID FRESINO

#2
蛯原太陽
演 - 川久保拓司
「しろくまハウジング」を頻繁に訪問するインテリアデザイナー。
スポーツマンで、しょっちゅうとわ子をバスケに誘っている。スマホを水平にして通話する姿を見たとわ子と慎森から陰で笑われていた。
グルメ社長
演 - 岩谷健司
年商一千億円の社長。すき焼きに特化した卵をとわ子に贈る。
刑事
演 - 松本亮
城久間幹生
演 - 佐藤旭
「しろくまハウジング」の前社長。
入院中に社員たちを呼びだし、とわ子を新社長に指名する。

#3
仲島登火
演 - 神尾楓珠
「しろくまハウジング」の若手建築士。
大学図書館の設計を手掛けそのセンスで建築士出身のとわ子を感動させるが、採算度外視のプランのために不採用にされる。自身の作品が実現しなかったことから「しろくまハウジング」を退職し、以前から誘われていたシンガポールの設計事務所に渡る。今回は離れることにしたが、社長として嫌われ役に徹するとわ子のことは嫌いではなく、機会があったらまたいつか仕事をしたいと飲み屋で友人に語っており、その場に偶然居合わせた鹿太郎から肩を組まれ共感されるも、面識がないため戸惑っていた。
吉倉優奈
演 - 福岡みなみ
「しろくまハウジング」の社員。
仲島が「しろくまハウジング」を退職したことを聞いて、自分も退職すると言い出す。
切腹おじさん
演 - 板垣雄亮
戦国武将「清水宗治」の子孫を自称する男性。
ラジオ体操を終えたとわ子に、自分の先祖が日本に切腹の文化を作ったと話しかける。
律
演 - 中井千聖
鹿太郎のカメラアシスタント。
鹿太郎から食事代を手渡されるが300円しかなかった。

#4
五条廣務
演 - 浜田信也
とわ子と同じマンションに住むオーケストラ指揮者。
独身のいい男で、かごめを自身のコンサートと食事に誘うなど彼女に好意を抱いていたが男女関係が面倒だという理由でかごめにフラれる。
杏子
演 - 並木愛枝（#6）
かごめのいとこの史郎の妻。
史郎
演 - 廣末哲万（#6）
かごめのいとこ。
実家の資産3億円を全額児童施設に寄付したかごめに親戚一同が怒っており、行方を捜していた。一度はかごめを見つけ連れていったが、彼女に逃亡される。
喫茶店の店員
演 - 大原梓
かごめがプリンアラモードを注文した喫茶店の店員。
警察官
演 - マックス・アンソニー
とわ子とかごめが19歳の時に海外旅行先で誘拐されたのを救出に来た現地の警察官。

#5
門谷
演 - 谷中敦
イベント企画会社「ヴイゲード」の社長。
アートイベントの仕事を「しろくまハウジング」に依頼する。とわ子と同じバツ3ということで離婚歴や結婚観で意気投合し、彼女にプロポーズする。しかし自身もバツ3にも関わらず、とわ子が「3回も離婚したかわいそうな人」という考えからプロポーズしており、自分の離婚は「勲章」みたいなものでとわ子の離婚は「傷」と言ってしまうモラハラ男性であったことから、とわ子からプロポーズを断られる。その後、プロポーズを断られプライドを傷つけられた腹いせからか「しろくまハウジング」に発注していたアートイベントの仕事に追加予算をださないと嫌がらせじみた行動に出る。とわ子が予算の交渉に赴くが、途中かごめの訃報で退席したこともあり会談は決裂し、契約を白紙に戻すと連絡する。
整体師
演 - 須田晶紀子、板橋駿谷
門谷がとわ子を連れていった整体マッサージ店の従業員。

#7
若木
演 - 川口覚（#8、#9）
外資系ファンド・マディソンパートナーズから来た「しろくまハウジング」の買収交渉役。
「しろくまハウジング」にコストを度外視した設計を止め、量産できる低価格住宅に特化し人員削減を推進すべきと提案してくる。レンズ部分を全く目にかからない位置まで下げ、メガネが必要ないようなかけ方をしていたことから、慎森に陰でそのことをツッコまれる。

#9
萬田
演 - 持田将史
プール付きの豪邸に住む慎森の先輩。マディソンパートナーズの良からぬ話を慎森に教える。
屋敷佐和子（やしき さわこ）
演 - 水田萌木
八作が「自分が結婚するかもしれない相手」と咄嗟に嘘をついて適当な名前を言った全く面識のない女性。
「オペレッタ」で唄が「とわ子が小鳥遊と結婚するかもしれない」と八作に教えたが、慎森に途中の部分から聞かれてしまい、八作が咄嗟に適当な名前を出してしまう。慎森がその名前をスマホで検索すると女子プロボウラーだった。
萬田の娘たち
演 - いこまえん、羽鳥心彩
萬田家の飼犬を洗った慎森が「犬を洗うことが何よりの幸せなんだ」と答えたことに対し「何でトリマーにならなかったの?」と質問する。

#10
國村真（くにむら まこと）
演 - 風吹ジュン
とわ子の実母・つき子が「マーさん」と呼び、結婚後も思いを寄せていた人物。名前や手紙の内容から男性かと思われたが女性であり、唄からの祖母の「恋人」かという問いかけを否定しなかった。小学生の頃、近所のバレエ教室でつき子と知己を得ており、お互いの持ってないところを嫉妬し合ってケンカをした分、距離も近くなり何でも話し合える仲になっていた。とわ子に対し、つき子は家族を愛していたのも事実、自由になれたらと思っていたのも事実で矛盾しているが結果は家族を選んだだけで、自分を選ばずそれが正解であったと答え、彼女の不安を取り除く。とわ子から時々遊びに来ていいか言われ了承する。
甘勝岳人
演 - 竹財輝之助
とわ子の初恋の相手。ヘリコプターの操縦士。「オペレッタ」で偶然とわ子と再会する。とわ子を「豆子ちゃん」と呼び、再会後デートで食事に行った際「男が10人いたら9人は好きになっちゃうんじゃない?」ととわ子をべた褒めするが、自分はその10人のうちの1人のほうで、とわ子には友情しか感じないと告げる。
高田
演 - 藏内秀樹
とわ子と唄が実母・つき子が残した手紙の住所を頼りに國村真を尋ねに行った際、國村真と間違えた男性。國村のことを知っているらしく、近くのアパートに移り住んだことをとわ子たちに教える。
西園寺〈16〉
声 - 石川雷蔵
唄の交際相手。開業医の息子。医者になるため受験勉強をするのに自分の宿題や買い物を唄に任せていたためとわ子から電話で注意され口論の末「（大学に）落ちてしまえ」と暴言を吐かれる。後日、鹿太郎からレクチャーを受け謝罪に現れたとわ子に対し、インターホン越しに手土産の内容が気に入らないと二度ダメ出しをして謝罪を受け入れようとしなかったことから再びとわ子から「落ちてしまえ」と暴言を吐かれる。

## 主題歌・エンディング
主題歌はSTUTS & 松たか子 with 3exesによる『Presence』で、STUTSはトラック制作と楽曲プロデュース、松はメインヴォーカルを担当した。「3exes」はとわ子の元夫たちを演じる岡田将生、角田晃広、松田龍平によるコーラスである。作詞は松のヴォーカルパートがbutajiとSTUTS、ラップパートのリリック・ディレクションはKID FRESINOが担当した。
作品中の主題歌およびエンディング映像は毎回変わり、主題歌「Presence」に、松のヴォーカルに加えて毎回違うゲストラッパーと、その週のエピソードの中心となるとわ子の元夫を演じる岡田将生、角田晃広、松田龍平らがそれぞれ参加してラップを披露する映像が流れる形となっていた。各回のゲストラッパーはキャストのラップ担当部分も制作し、その回のドラマ本編にもカメオ出演している。また第8話にはNENEの相方であるRyugo Ishidaもカメオ出演した。
音源としては「Presence I（feat. KID FRESINO）」が2021年4月14日に、「Presence II（feat. BIM, 岡田将生）」が5月26日に配信リリースされた。さらに全10曲を収録した主題歌アルバム『Presence』が6月23日にリリースされた。
- 主題歌 - STUTS & 松たか子 with 3exes（Sony Music Labels）
  - #1、#6 - 「Presence I (feat. KID FRESINO)」[53]
  - #2、#7 - 「Presence II（feat. BIM, 岡田将生）」[50]
  - #3、#8 - 「Presence III（feat. NENE, 角田晃広）」[54]
  - #4、#9 - 「Presence IV（feat. Daichi Yamamoto, 松田龍平）」[55]
  - #5、#10 - 「Presence V（feat. T-Pablow）」[56]
- エンディング監督 - 丸山雄大[57]、芳賀陽平[58]
- エンディング曲プロデュース - 藤井健太郎[注 13][60]

## スタッフ
- 脚本 - 坂元裕二[61]
- 音楽 - 坂東祐大[62]
- 挿入歌
  - 「Ils parlent de moi feat. Maika Loubté」（原詞：坂元裕二、仏詞：Maika Loubté、作曲：坂東祐大・涂櫻）
  - 「All The Same feat. Gretchen Parlato, BIGYUKI」（原詞：坂元裕二、英詞：LEO今井、作曲：坂東祐大）
  - 「Crescent Morning feat.Cwondo」（作詞：マシュー・ロー[63]、作曲：坂東祐大）
- ナレーション - 伊藤沙莉[64][65]
- スタイリスト - 伊賀大介[注 14][67]、杉本学子[注 14][68]
- フードスタイリスト – 飯島奈美[6]
- プロデュース - 佐野亜裕美[69]
- 演出 - 中江和仁[70]、池田千尋[20]、瀧悠輔[66]
- 制作協力 - カズモ
- 制作著作 - 関西テレビ放送

## 放送日程
| 章                                                                          | 各話 | 放送日  | サブタイトル                                                                 | 演出     | 視聴率 |
| --------------------------------------------------------------------------- | ---- | ------- | ---------------------------------------------------------------------------- | -------- | ------ |
| 第1章                                                                       | #1   | 4月13日 | 3回結婚して3回離婚した。でも私は幸せを諦めない                               | 中江和仁 | 7.6%   |
| 第1章                                                                       | #2   | 4月20日 | 明かされる離婚の秘密と男の本音                                               | 中江和仁 | 6.7%   |
| 第1章                                                                       | #3   | 4月27日 | 全俺が泣いた 〜器が小さい男の恋                                              | 池田千尋 | 5.7%   |
| 第1章                                                                       | #4   | 5月04日 | 秘密が絡み合う二つの三角関係                                                 | 池田千尋 | 6.0%   |
| 第1章                                                                       | #5   | 5月11日 | 4度目のプロポーズ「もう一度結婚するならあなたがいい」 〜三人の元夫たちの憂鬱 | 瀧悠輔   | 6.2%   |
| 第1章                                                                       | #6   | 5月18日 | 第1章完結・全員集合 地獄の餃子パーティー                                     | 中江和仁 | 5.5%   |
| 第2章                                                                       | #7   | 5月25日 | 第2章スタート! 最後の恋のはじまりは突然に                                    | 池田千尋 | 5.8%   |
| 第2章                                                                       | #8   | 6月01日 | ファミレスの密会・深まる秘密の恋心                                           | 中江和仁 | 5.8%   |
| 第2章                                                                       | #9   | 6月08日 | 最後の決断・幸せの行方                                                       | 瀧悠輔   | 6.2%   |
| 第2章                                                                       | #10  | 6月15日 | 最終回…なのに新たな恋!?                                                      | 中江和仁 | 5.7%   |
| 平均視聴率6.1% （視聴率はビデオリサーチ調べ、関東地区・世帯・リアルタイム） |      |         |                                                                              |          |        |

- 初回は21時 - 22時09分の15分拡大放送。
- 最終話は『FIFAワールドカップ2022 アジア2次予選 日本×キルギス』の放送のため、30分繰り下げて21時30分 - 22時24分に放送。また、本作放送直前の21時24分から事前番組『このあと最終回!大豆田とわ子と三人の元夫』を放送した[73][74]。

## 受賞歴・評価
- ギャラクシー賞（放送批評懇談会）
  - 2021年6月度 テレビ部門 月間賞[75]
  - 第59回 ギャラクシー賞 テレビ部門 優秀賞[76]
  - マイベストTV賞3位[77]
- Filmarksが発表した「2021年上半期ドラマ満足度ランキング」において1位を記録した。※対象作品はレビュー数が1000件以上投稿されているもの[78]。
- また、Filmarksが発表した「2021年ドラマ満足度ランキング」においても1位を記録した[79]。
- 第108回ザテレビジョンドラマアカデミー賞において5部門を受賞した[80]。
  - 主演女優賞（松たか子）
  - ドラマソング賞（Presence I (feat. KID FRESINO) STUTS & 松たか子 with 3exes）
  - 脚本賞（坂元裕二）
  - 監督賞（中江和仁、池田千尋、瀧悠輔）
  - ザテレビジョン賞（伊藤沙莉）
  - また、助演男優賞で岡田将生が2位、助演女優賞で市川実日子が3位。
- モデルプレスが2024年に集計した「岡田将生が映画・ドラマで演じてきた役の中で好きな役ランキング」を発表し、『大豆田とわ子と三人の元夫』の中村慎森が1位にランクインしている[81]。
- 日本民間放送連盟賞
  - テレビ番組部門優秀賞[82]
- 東京ドラマアウォード2021[83]
  - 作品賞 / 連続ドラマ部門・優秀賞
  - 脚本賞（坂元裕二）
  - 主題歌賞（Presence - STUTS & 松たか子 with 3exes）
- 大山勝美賞（佐野亜裕美）[84]
- 令和3年度（第76回）文化庁芸術祭賞[85]
  - 優秀賞

## チェインストーリー
派生番組『大豆田とわ子を知らない三人の男たち』（おおまめだとわこをしらないさんにんのおとこたち）が、毎週、本編の放送終了後に、「チェインストーリー」として動画配信サービスGYAO!にて配信された。「元夫たちがとわ子と出会っていないパラレルな世界」で生活していたら?という設定で、本編でも登場するレストラン「オペレッタ」を舞台にギャルソンの八作も、弁護士の慎森も、カメラマンの鹿太郎も、こちらの世界では「オペレッタ」の日替わりシェフとして働いており、3人は大豆田とわ子を知らない。

### キャスト（チェインストーリー）
- 田中八作（日替わりシェフ） - 松田龍平（#1、#3、#5、#6、#7、#10）
- 佐藤鹿太郎（日替わりシェフ） - 角田晃広（東京03）（#1、#3 - #5、#10）
- 中村慎森（日替わりシェフ） - 岡田将生（#1、#2、#5、#8、#10）
- 丸田タカト（オペレッタのスタッフ） - 小泉光咲[88]（#1 - #10）
- 松林カレン（オペレッタの配達員）- 高橋メアリージュン（#1、#2、#4、#7、#9、#10）

### ゲスト（チェインストーリー）
#2
- 黒部諒 - 楽駆
- 諒の彼女 - 尾台彩香

#4
- 大壺羽根子 - 穂志もえか

#6
- 唄 - 豊嶋花

#7
- 持田潤平 - 長岡亮介（声の出演）

#8
- 三上頼知 - 弓削智久
- 城久間悠介 - 平埜生成

#9
- ナレーター - 伊藤沙莉

#10
- 桐山梨沙 - 佐久間由衣
- 大豆田とわ子 - 松たか子

### スタッフ（チェインストーリー）
- 脚本 - 市之瀬浩子[注 16][93]、兵藤るり[注 16][93]
- キャラクター協力 - 坂元裕二[94]
- 演出 - 瀧悠輔[93]
- 音楽 - 坂東祐大[94]
- ナレーション - 伊藤沙莉
- プロデューサー - 佐野亜裕美[94]
- 制作協力 - カズモ[94]
- 制作著作 - 関西テレビ放送[94]

### 配信日程（チェインストーリー）
| 各話 | 配信日  | サブタイトル               | 脚本       |
| ---- | ------- | -------------------------- | ---------- |
| #1   | 4月13日 | 忘れられたビンゴマシン     | 兵藤るり   |
| #2   | 4月20日 | カスピ海4個分のうそ        | 兵藤るり   |
| #3   | 4月27日 | フリマとTシャツ、時々馬場  | 市之瀬浩子 |
| #4   | 5月04日 | 水曜日のラザニア           | 市之瀬浩子 |
| #5   | 5月11日 | ボックス席が気になる       | 市之瀬浩子 |
| #6   | 5月18日 | 愛の誤作動                 | 兵藤るり   |
| #7   | 5月25日 | クイズ・デジャヴ           | 兵藤るり   |
| #8   | 6月01日 | スズキの誘惑               | 市之瀬浩子 |
| #9   | 6月08日 | どうも。ナレーターです     | 市之瀬浩子 |
| #10  | 6月15日 | 大豆田とわ子と三人の男たち | 兵藤るり   |

## 関連商品

### 映像商品
『大豆田とわ子と三人の元夫 DVD-BOX』・『大豆田とわ子と三人の元夫 Blu-ray BOX』
販売元：TCエンタテインメント、発売：2021年11月5日
Blu-ray / DVD BOXには本編のほか、配信ドラマ「チェインストーリー 大豆田とわ子を知らない三人の男たち」全10話を収録。メイキング集や撮り下ろし映像も収められている 。

### 音楽製品
坂東祐大『Towako's Diary - from "大豆田とわ子と三人の元夫"』
販売元：日本コロムビア、発売：2021年6月9日
サウンドトラック。コンパクト・ディスク盤で28曲を収録する。
坂東祐大『Towako's Diary - from "大豆田とわ子と三人の元夫" [LP Selection]』
販売元：日本コロムビア、発売：2021年11月3日
サウンドトラック。LPレコード盤で、コンパクト・ディスク盤に収録された9曲に加え、コンパクト・ディスク盤に未収録の3曲も収録している。
STUTS & 松たか子 with 3exes『Presence』
販売元：アリオラジャパン、発売：2021年6月23日
主題歌CD。ドラマEDで使用された各バージョンに加え、ラッパー5人全員が参加した「Presence Remix」や、メロディや歌詞をSTUTSと共作したbutajiがフィーチャーされた「Presence Reprise」、STUTSが手がけたインスト曲など全10曲を収録。

### 書籍
シナリオ本
- 坂元裕二『大豆田とわ子と三人の元夫』（河出書房新社）
  - 1（2021年6月9日発売）ISBN 978-4-309-02969-6
  - 2（2021年7月27日発売）ISBN 978-4-309-02971-9

## 脚註

### 註釈
1. ↑  第5話のエンディングコールと第6話のオープニングコールはナレーターの伊藤沙莉が務めた。
2. ↑  とわ子は八作が思いを寄せる相手がいることには気づいていたが、その相手がかごめであることに気付いたのは、自身の41歳の誕生日の時である。
3. ↑  とわ子は姑である鹿太郎の母と折り合いが悪かったが、鹿太郎はその不仲を取り持つことができなかった。
4. ↑  大人になった今でも渡ることができない。
5. ↑  大ゲンカをして漫画の合作は途中で頓挫している。
6. ↑  旅先で誘拐された際、「実家で葬式あげられるのだけは嫌だから」ととわ子に語っている。
7. ↑  かごめととわ子の会話から、その赤ん坊は祖母に引き取られている模様。
8. ↑  慎森によると「企業買収の悪魔」と呼ばれている。
9. ↑  駅の階段やホームから突き落とされたこともある。
10. ↑  ドラマでは失くしたのはイヤリングではなく指輪だった。
11. 1 2  役名やその漢字は文字放送より確認。
12. ↑  STUTSは第4話にもカメオ出演した[51]。
13. ↑  藤井健太郎はTBSテレビのプロデューサーで、同局に在職していた佐野亜裕美は後輩に当たる[59]。
14. 1 2  三人の元夫ほか全体を伊賀大介が、大豆田とわ子を杉本学子が担当した[66]。
15. ↑  本作の後番組『彼女はキレイだった』からのクロスオーバー出演[90]。
16. 1 2  東京藝術大学大学院映像研究科映画専攻脚本領域在学中、教授として教鞭を執っていた坂元裕二にゼミ生として師事した[91][92]。